# Hang Jasovská
Hang Jasovská (tiếng Slovak: Jasovská jaskyňa, tiếng Hungary: Jászói barlang) là một hang động đá vôi và địa điểm khảo cổ học trong ở Slovak Karst, Slovakia. Hang động này nằm gần làng Jasov, cách thành phố Košice khoảng 35 km.

## Lịch sử
Hang Jasovská bắt đầu mở cửa du lịch một phần vào năm 1846, khiến nó trở thành hang động mở cửa cho công chúng tham quan từ sớm nhất trong lịch sử Slovakia. Đến năm 1922 tới 1924, những phần sâu hơn của hang động mới được khám phá, sau đó một đoạn đường bằng bê tông và đèn điện được xây dựng và lắp đặt vào cuối năm 1924. 852 mét trong tổng cộng 2.148 mét đường bê tông được mở cửa tham quan tự do.
Rất nhiều những khám phá mang tính khảo cổ học trong thời kỳ đồ đá cũ, đồ đá mới và thời kỳ đồ đồng đã được tìm thấy trong hang động này. Cùng với một loạt các hang động khác trong quần thể hang động Slovak Karst, hang Jasovská đã được chọn để nằm trong danh sách Di sản thế giới của UNESCO trong cụm Các động Aggtelek Karst và Slovak Karst.

## Du lịch
Có vô số các đường đi bên trong hang động được tạo thành bởi dòng chảy ngầm của dòng sông Bodva. Bên trong hang động và bắt gặp trên lối đi tham quan hang động có rất nhiều các nhũ thạch nhiều màu sắc được hình thành qua nhiều năm. Một vài những nhũ đá có hình thù đặc biệt hấp dẫn du khách đó là các nhũ đá có hình giống như một ngôi chùa, thác nước, trống, ống hút,... Trong tour đi tham quan hang động, du khách sẽ đi qua một hồ nước phát sáng độc đáo. Trong hang động có thể tìm thấy một dòng chữ được khắc từ năm 1452, ghi lại chiến thắng của quân đội Hussite. Trong hang động có tìm thấy xương gấu và xương linh cẩu, hang động cũng là chỗ ở của 19 loài dơi trong mùa đông.
Một tour tham quan hang động sẽ kéo dài 45 phút, trong đó có một khu vực phải đi lên cao và du khách sẽ phải đi tổng cộng 339 bậc thang.